# 逍遥馒头蟹
逍遥馒头蟹（学名：Calappa philargius）为馒头蟹科馒头蟹属的动物。分布于朝鲜、日本、印度尼西亚、新加坡、丹老群岛、波斯湾、红海、台湾以及中国大陆的广东、海南岛、福建等地，生活环境为海水，一般栖息于水深30-100米的沙质或泥沙质的底上。